# Kabinet-Truss
Het kabinet-Truss was van 6 september tot 25 oktober 2022 de regering van het Verenigd Koninkrijk. Het kabinet werd gevormd door de Conservative Party na het aftreden van Boris Johnson, waarna Liz Truss als de nieuwe partijleider van de Conservative Party werd benoemd als premier. Het premierschap van Truss is met 49 dagen het kortste uit de geschiedenis van het Verenigd Koninkrijk. Belangrijke gebeurtenissen in deze periode waren de troonswisseling na het overlijden van koningin Elizabeth II op 8 september 2022, en een financieel-politieke crisis die ontstond als reactie op de belasting- en begrotingsplannen van het kabinet.

## Start
Truss benoemde bijna uitsluitend personen in haar kabinet die haar campagne hadden gesteund; alleen een aantal lagere functies ging naar supporters van haar tegenstander in de strijd om het partijleiderschap, Rishi Sunak. Commentatoren zagen dit als een gemiste kans om het draagvlak voor haar premierschap binnen de Conservatieve fractie te vergroten. Vier personen behielden de functie die ze ook in het kabinet Johnson II hadden gehad.
De regering was zeer divers qua man-vrouwverdeling en etnische achtergrond van de bewindslieden. Zowel in het Verenigd Koninkrijk als internationaal was er aandacht voor het feit dat bij de start van het kabinet voor het eerst in de Britse geschiedenis geen van de vier Great Offices of State (de hoogste politieke ambten, te weten de premier en de ministers van Financiën, Buitenlandse Zaken en Binnenlandse Zaken) door een blanke man werd vervuld.
Twee dagen na de beëdiging van Liz Truss als premier overleed koningin Elizabeth II; ze werd opgevolgd door koning Charles III. Tijdens de tien dagen van nationale rouw die op het overlijden volgden waren alle politieke activiteiten stilgelegd; ook het House of Commons kwam niet bijeen. Daardoor kon het kabinet niet de vliegende start maken die men had gepland, maar kregen ministers wel de kans om zich in relatieve rust in te werken.

## Crisis rond fiscaal en economisch beleid
Op 23 september 2022 presenteerde minister van Financiën Kwarteng een pakket maatregelen die het economisch herstel zouden moeten stimuleren. Het pakket bestond uit initiatieven die Truss tijdens haar leiderschapscampagne had gepresenteerd als de kern van haar economisch en fiscaal beleid: belastingverlaging, het schrappen van een voorgestelde verhoging van de sociale lasten en vennootschapsbelasting, en vermindering van de overdrachtsbelasting voor huizen. De overheid zou op grote schaal geld gaan lenen om de begroting sluitend te krijgen. Critici gaven aan dat het pakket vooral gunstig was voor de hogere inkomensgroepen.
De financiële markten reageerden zeer negatief. Het Britse pond en kortlopende staatsobligaties daalden na de bekendmaking van de plannen scherp in waarde. Het Internationaal Monetair Fonds was zeer kritisch en raadde de regering aan de plannen in trekken. De Bank of England voelde zich na enkele dagen gedwongen op grote schaal staatsobligaties op te kopen om te voorkomen dat pensioenfondsen in de problemen zouden komen. De koers van het Britse pond bereikte ten opzichte van de Amerikaanse dollar een historisch dieptepunt. Op 1 oktober 2022, de dag voor de jaarlijkse Conservatieve partijconferentie in Birmingham, bleek volgens een opiniepeiling van YouGov dat als er Lagerhuisverkiezingen gehouden zouden worden, de Conservatieve Partij meer dan driehonderd parlementszetels zou verliezen; de oppositiepartij Labour zou er bijna driehonderd winnen.
Op 3 oktober 2022 trokken Truss en Kwarteng het voorstel tot belastingverlaging in. Toch was op 11 oktober een tweede interventie door de Bank of England noodzakelijk. Op 14 oktober kwam Truss ook terug op haar voornemen de vennootschapsbelasting niet te verhogen. Zij ontsloeg Kwarteng als minister van Financiën en verving hem door Jeremy Hunt, die bijna alle maatregelen terugdraaide die Truss en Kwarteng op 23 september hadden aangekondigd. Dit leidde in het Verenigd Koninkrijk en daarbuiten tot de vraag wie in de praktijk aan het hoofd stond van de Britse regering: Truss of Hunt.
Op 19 oktober 2022 nam Suella Braverman ontslag als minister van Binnenlandse Zaken. Als reden gaf ze aan dat ze per ongeluk één van de regels over het delen van overheidsdocumenten had overtreden. In haar ontslagbrief was ze echter ook openlijk kritisch over de koers van het kabinet en benadrukte ze de noodzaak om in de politiek verantwoordelijkheid te nemen voor gemaakte fouten. Volgens verschillende bronnen was de directe aanleiding tot haar vertrek een conflict met Truss en Hunt over versoepeling van het immigratiebeleid, waartegen Braverman zich verzette. Zij werd opgevolgd door Grant Shapps, net als Jeremy Hunt een supporter van Rishi Sunak.
Later die dag verliep een stemming in het Lagerhuis over de winning van schaliegas aan Conservatieve kant chaotisch. De regering had verwarrende steminstructies gegeven en Conservatieve parlementariërs zouden tijdens de stemprocedure door de fractieleiding fysiek zijn geïntimideerd.  De Speaker van het Lagerhuis gaf opdracht tot een onderzoek naar de gang van zaken.Uit dit onderzoek bleek enige weken later dat er geen sprake was geweest van intimidatie.

## Ontslag Truss
Truss zelf kondigde op 20 oktober 2022 aan af te treden als leider van de Conservative Party en Britse premier. Op 25 oktober 2022 werd Sunak beëdigd als nieuwe premier. Truss was 49 dagen premier, het kortste premierschap in de geschiedenis van het Verenigd Koninkrijk. Een aantal bewindslieden uit het kabinet-Truss kreeg ook zitting in het kabinet-Sunak.

## Samenstelling
| Ambtsbekleder                                                          | Ambtsbekleder        | Ambtsbekleder                   | Functie                                                                      | Ambtstermijn     | Ambtstermijn    | Partij             |
| ---------------------------------------------------------------------- | -------------------- | ------------------------------- | ---------------------------------------------------------------------------- | ---------------- | --------------- | ------------------ |
|                                                                        | Liz Truss            | Liz Truss (1975)                | Premier                                                                      | 6 september 2022 | 25 oktober 2022 | Conservative Party |
|                                                                        | Thérèse Coffey       | dr. Thérèse Coffey (1971)       | Vicepremier                                                                  | 6 september 2022 | 25 oktober 2022 | Conservative Party |
| Minister van Volksgezondheid en Sociale Zaken                          | Thérèse Coffey       | dr. Thérèse Coffey (1971)       |                                                                              | 6 september 2022 | 25 oktober 2022 | Conservative Party |
|                                                                        | Kwasi Kwarteng       | Kwasi Kwarteng (1975)           | Minister van Financiën                                                       | 6 september 2022 | 14 oktober 2022 | Conservative Party |
|                                                                        | Jeremy Hunt          | Jeremy Hunt (1966)              | Minister van Financiën                                                       | 14 oktober 2022  | 25 oktober 2022 | Conservative Party |
|                                                                        | James Cleverly       | James Cleverly (1969)           | Minister van Buitenlandse Zaken                                              | 6 september 2022 | 25 oktober 2022 | Conservative Party |
|                                                                        | Suella Braverman     | Suella Braverman (1980)         | Minister van Binnenlandse Zaken                                              | 6 september 2022 | 19 oktober 2022 | Conservative Party |
|                                                                        | Grant Shapps         | Grant Shapps (1968)             | Minister van Binnenlandse Zaken                                              | 19 oktober 2022  | 25 oktober 2022 | Conservative Party |
|                                                                        | Brandon Lewis        | Brandon Lewis (1971)            | Minister van Justitie                                                        | 6 september 2022 | 25 oktober 2022 | Conservative Party |
| Lord Chancellor                                                        | Brandon Lewis        | Brandon Lewis (1971)            |                                                                              | 6 september 2022 | 25 oktober 2022 | Conservative Party |
|                                                                        | Penny Mordaunt       | Penny Mordaunt (1973)           | Lord President of the Council                                                | 6 september 2022 | 25 oktober 2022 | Conservative Party |
| Leader of the House of Commons                                         | Penny Mordaunt       | Penny Mordaunt (1973)           |                                                                              | 6 september 2022 | 25 oktober 2022 | Conservative Party |
|                                                                        | Nicholas True        | Baron True Nicholas True (1951) | Lord Privy Seal                                                              | 6 september 2022 | 25 oktober 2022 | Conservative Party |
| Leader of the House of Lords                                           | Nicholas True        | Baron True Nicholas True (1951) |                                                                              | 6 september 2022 | 25 oktober 2022 | Conservative Party |
|                                                                        | Ben Wallace          | Ben Wallace (1970)              | Minister van Defensie                                                        | 24 juli 2019     | 25 oktober 2022 | Conservative Party |
|                                                                        | Jacob Rees-Mogg      | Jacob Rees-Mogg (1969)          | Minister van Economische Zaken                                               | 6 september 2022 | 25 oktober 2022 | Conservative Party |
|                                                                        | Chloe Smith          | Chloe Smith (1982)              | Minister van Arbeid en Pensioenen                                            | 6 september 2022 | 25 oktober 2022 | Conservative Party |
|                                                                        | Kit Malthouse        | Kit Malthouse (1966)            | Minister van Onderwijs                                                       | 6 september 2022 | 25 oktober 2022 | Conservative Party |
|                                                                        | Anne-Marie Trevelyan | Anne-Marie Trevelyan (1969)     | Minister van Transport                                                       | 6 september 2022 | 25 oktober 2022 | Conservative Party |
|                                                                        | Simon Clarke         | Simon Clarke (1984)             | Minister van Huisvesting, Wijken en Lokale Zaken                             | 6 september 2022 | 25 oktober 2022 | Conservative Party |
|                                                                        | Ranil Jayawardena    | Ranil Jayawardena (1986)        | Minister van Milieu, Voedsel en Agrarisch Zaken                              | 6 september 2022 | 25 oktober 2022 | Conservative Party |
|                                                                        | Kemi Badenoch        | Michelle Donelan (1984)         | Minister van Digitale Zaken, Cultuur, Media en Sport                         | 6 september 2022 | 25 oktober 2022 | Conservative Party |
|                                                                        | Nadhim Zahawi        | Nadhim Zahawi (1967)            | Kanselier van het Hertogdom Lancaster                                        | 6 september 2022 | 25 oktober 2022 | Conservative Party |
| Minister voor Intergouver- nementele Zaken                             | Nadhim Zahawi        | Nadhim Zahawi (1967)            |                                                                              | 6 september 2022 | 25 oktober 2022 | Conservative Party |
| Minister voor Gelijkheid                                               | Nadhim Zahawi        | Nadhim Zahawi (1967)            |                                                                              | 6 september 2022 | 25 oktober 2022 | Conservative Party |
|                                                                        | Kemi Badenoch        | Kemi Badenoch (1980)            | Minister voor Internationale Handel                                          | 6 september 2022 | 25 oktober 2022 | Conservative Party |
| President of the Board of Trade                                        | Kemi Badenoch        | Kemi Badenoch (1980)            |                                                                              | 6 september 2022 | 25 oktober 2022 | Conservative Party |
|                                                                        | Alister Jack         | Alister Jack (1963)             | Minister voor Schotland                                                      | 24 juli 2019     | 25 oktober 2022 | Conservative Party |
|                                                                        | Robert Buckland      | Sir Robert Buckland (1968)      | Minister voor Wales                                                          | 7 juli 2022      | 25 oktober 2022 | Conservative Party |
|                                                                        | Chris Heaton-Harris  | Chris Heaton- Harris (1967)     | Minister voor Noord-Ierland                                                  | 6 september 2022 | 25 oktober 2022 | Conservative Party |
|                                                                        | Jake Berry           | Jake Berry (1978)               | Minister zonder portefeuille (Partijvoorzitter)                              | 6 september 2022 | 25 oktober 2022 | Conservative Party |
| Formeel geen leden van het kabinet, maar wonen kabinetsvergadering bij |                      |                                 |                                                                              |                  |                 |                    |
| Ambtsbekleder                                                          | Ambtsbekleder        | Ambtsbekleder                   | Functie                                                                      | Ambtstermijn     | Ambtstermijn    | Partij             |
|                                                                        | John Redwood         | Edward Argar (1977)             | Minister voor Kabinetszaken                                                  | 6 september 2022 | 25 oktober 2022 | Conservative Party |
| Thesaurier- generaal                                                   | John Redwood         | Edward Argar (1977)             |                                                                              | 6 september 2022 | 25 oktober 2022 | Conservative Party |
|                                                                        | Chris Philp          | Chris Philp (1976)              | Onderminister voor Financiën                                                 | 6 september 2022 | 25 oktober 2022 | Conservative Party |
|                                                                        | Vicky Ford           | Vicky Ford (1967)               | Onderminister voor Ontwikkelingshulp                                         | 6 september 2022 | 25 oktober 2022 | Conservative Party |
|                                                                        | Tom Tugendhat        | Tom Tugendhat (1973)            | Onderminister voor Veiligheid                                                | 6 september 2022 | 25 oktober 2022 | Conservative Party |
|                                                                        | James Heappey        | James Heappey (1981)            | Onderminister voor Defensie en Veteranen Zaken                               | 13 februari 2020 | 25 oktober 2022 | Conservative Party |
|                                                                        | Graham Stuart        | Graham Stuart (1962)            | Onderminister voor Klimaat                                                   | 6 september 2022 | 25 oktober 2022 | Conservative Party |
|                                                                        | Alok Sharma          | Alok Sharma (1967)              | Voorzitter voor de Klimaatconferentie                                        | 8 januari 2021   | 25 oktober 2022 | Conservative Party |
|                                                                        | Michael Ellis        | Michael Ellis (1967)            | Advocaat- generaal                                                           | 6 september 2022 | 25 oktober 2022 | Conservative Party |
|                                                                        | Tom Tugendhat        | Wendy Morton (1967)             | Onderstaatssecretaris voor Financiën Parliamentary Secretary to the Treasury | 6 september 2022 | 25 oktober 2022 | Conservative Party |
| Chief Whip in het Lagerhuis                                            | Tom Tugendhat        | Wendy Morton (1967)             |                                                                              | 6 september 2022 | 25 oktober 2022 | Conservative Party |

Russell I ·
Smith-Stanley I ·
Hamilton-Gordon ·
Temple I ·
Smith-Stanley II ·
Temple II ·
Russell II ·
Smith-Stanley III ·
Disraeli I ·
Gladstone I ·
Disraeli II ·
Gladstone II ·
Gascoyne-Cecil I ·
Gladstone III ·
Gascoyne-Cecil II ·
Gladstone IV ·
Primrose ·
Gascoyne-Cecil III ·
Gascoyne-Cecil IV ·
Balfour ·
Campbell-Bannerman ·
Asquith I ·
Asquith II ·
Asquith III ·
Asquith IV ·
Lloyd George I ·
Lloyd George II ·
Law ·
Baldwin I ·
MacDonald I ·
Baldwin II ·
MacDonald II ·
MacDonald III ·
MacDonald IV ·
Baldwin III ·
Chamberlain I ·
Chamberlain II ·
Churchill I ·
Churchill II ·
Attlee I ·
Attlee II ·
Churchill III ·
Eden ·
Macmillan I ·
Macmillan II ·
Douglas-Home ·
Wilson I ·
Wilson II ·
Heath ·
Wilson III ·
Callaghan ·
Thatcher I ·
Thatcher II ·
Thatcher III ·
Major I ·
Major II ·
Blair I ·
Blair II ·
Blair III ·
Brown ·
Cameron I ·
Cameron II ·
May I ·
May II ·
Johnson I ·
Johnson II ·
Truss ·
Sunak ·
Starmer